# Bruchidius anderssoni
Bruchidius anderssoni is een keversoort uit de familie bladkevers (Chrysomelidae). De wetenschappelijke naam van de soort werd in 1975 gepubliceerd door Decelle.